# Rafeiro do Alentejo
Il rafeiro do Alentejo (anche detto mastin do Alentejo) è una razza di cane del Portogallo. Deve il proprio nome alla regione Alentejo, nella quale è stato allevato.
La razza si è adattata alle pesantissime escursioni termiche alla quale la regione è esposta, tra il giorno e la notte, e l'estate e l'inverno. Essendo una razza autoctona la sua storia non ha molto da raccontare essendo nata ed evolutasi nella stessa zona.

## Descrizione

### Dimensioni tipiche
| Parte del corpo      | Misura (in cm) |
| -------------------- | -------------- |
| Testa                |                |
| Lunghezza del cranio | 15             |
| Larghezza del cranio | 13,5           |
| Lunghezza del muso   | 10             |
| Corpo                |                |
| Girovita             | 86             |
| Larghezza            | 21             |
| Profondità           | 31             |
| Linea superiore      |                |
| Lunghezza del tronco | 65             |
| Larghezza del tronco | 15             |
| Lunghezze            |                |
| Corpo                | 76             |
| Coda                 | 46             |

## Carattere
Essendo un eccellente cane da guardia è stato subito apprezzato per queste sue doti, utilizzandolo nelle fattorie e nelle abitazioni; riesce a sfruttare a pieno questa sua caratteristica grazie all'udito finissimo, come la vista e l'olfatto. Durante il giorno il cane è tranquillo, sempre rimanendo minaccioso nei confronti degli sconosciuti. Con il suo padrone si rivela dolce, fedele e incredibilmente docile.
Questo cane ha fatto parte della lista delle razze canine pericolose, ormai non più in vigore.